# Limosina pseudosetitarsalis
Limosina pseudosetitarsalis är en tvåvingeart som beskrevs av Papp 1973. Limosina pseudosetitarsalis ingår i släktet Limosina och familjen hoppflugor. Inga underarter finns listade i Catalogue of Life.